# Силигури
Сили́гури (бенг. শিলিগুড়ি, англ. Siliguri) — город в Индии (Западной Бенгалии), третий по величине город штата после Калькутты и Асансола. Входит в округ Дарджилинг. Расположен на востоке Индии у подножия Гималайских гор в Коридоре Силигури (узкая полоса земли, связывающая основную часть Индии с её северо-восточными штатами). Силигури — транзитный город для авиационного, железнодорожного и автотранспортного сообщения Индии с соседними странами — Непалом, Бутаном и Бангладеш, а также со штатом Сикким, не имеющим аэропорта и железных дорог. Город принимает до 500 тысяч гостей в год (из них до 15 тысяч иностранцев) и считается крупнейшим деловым центром Северной Бенгалии. Город также известен как исходный пункт всемирно известной Дарджилингской Гималайской железной дороги, соединяющей Силигури с Дарджилингом и занесённой в Список всемирного наследия ЮНЕСКО.